# 拉罗什布朗什 (大西洋卢瓦尔省)
拉罗什布朗什（法語：La Roche-Blanche，法語發音：[la ʁɔʃ blɑ̃ʃ] ⓘ）是法国大西洋卢瓦尔省的一个市镇，位于该省东部，属于沙托布里扬-昂斯尼区。

## 地理
拉罗什布朗什（47°26'27"N, 1°8'26"W）面积14.82 平方千米，位于法国卢瓦尔河地区大区大西洋卢瓦尔省，该省份为法国西北部沿海省份，位于布列塔尼半岛东南部，北起伊勒-维莱讷省，西北接莫尔比昂省，西临大西洋，南至旺代省，东临曼恩-卢瓦尔省。
与拉罗什布朗什接壤的市镇（或旧市镇、城区）包括：梅桑热、普耶莱科托、卢瓦尔河畔韦尔、昂斯尼-圣热雷翁、卢瓦罗克桑斯、瓦隆德莱德尔。

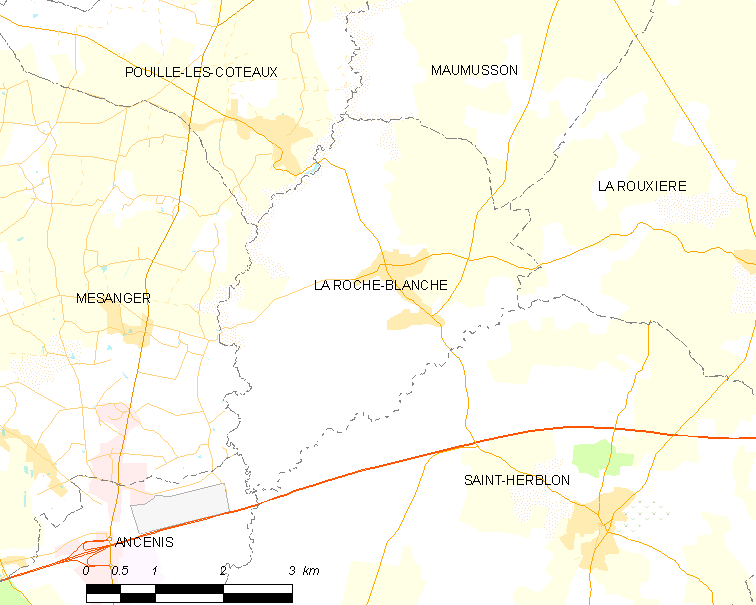
的OSM定位图

拉罗什布朗什的时区为UTC+01:00、UTC+02:00（夏令时）。

## 行政
拉罗什布朗什的邮政编码为44522，INSEE市镇编码为44222。

## 政治
拉罗什布朗什所属的省级选区为昂斯尼-圣热雷翁县。

## 人口

1962-2008年间人口变化图示

拉罗什布朗什于2022年1月1日时的人口数量为1258人。